# Sibiřský prikaz
Sibiřeský prikaz (rusky Сибирский приказ) byl v 17.–18. století ústřední orgán státní správy v Rusku s regionální kompetencí pro záležitosti Sibiře.

## Historie
V letech 1599–1637 za správu Sibiře zodpovídal Kazaňský prikaz, spravující východní regiony ruského státu. Kvůli růstu agendy související se Sibiří se roku 1637 z kazaňského prikazu vydělil Sibiřský prikaz, přičemž do roku 1663 v čele kolegií obou prikazů stál týž člověk.
Sibiřský prikaz řídil a kontroloval sibiřskou místní administrativu, zabýval se všemi stránkami státní právy – administrativními, soudními, vojenskými, finančními, obchodními i veškerými ostatními otázkami, řídil též zahraniční vztahy se zeměmi sousedícími se Sibiří, a sice s Mongoly a Čínou.
Po založení gubernií byl vedoucí sibiřského prikazu kníže Matvej Petrovič Gagarin roku 1711 jmenován prvním gubernátorem Sibiřské gubernie a prikaz byl reorganizován v moskevskou kancelář Sibiřské gubernie.
Roku 1730 byl Sibiřský prikaz obnoven a podřízen senátu. Kompetence prikazu již nezahrnovaly mezinárodní vztahy, ani dohled nad těžbou kovů a manufakturami, poštovní službou, vojenskými otázkami (od roku 1748). Zůstaly mu pouze administrativní, finanční, obchodní a daňové otázky.
Roku 1763 byl Sibiřský prikaz zrušen.

## Vedoucí prikazu
- 1637–1643 bojar kníže Boris Michajlovič Lykov-Obolenskij;
- 1643–1646 bojar kníže Nikita Ivanovič Odojevskij;
- 1646–1662 bojar kníže Alaxej Nikitič Trubeckoj;
- 1663–1680 okolničij (později bojar) Rodion Matvejevič Strešněv;
- 1680–1697 bojar kníže Ivan Borisovič Repnin;
- 1697–1704 dumnyj ďjak Andrej Andrejevič Vinius;
- 1704–1705 kníže Fjodor Jurjevič Romodanovskij;
- 1706–1711 kníže Matvej Petrovič Gagarin.[1]